# グレートディヴァイディング山脈

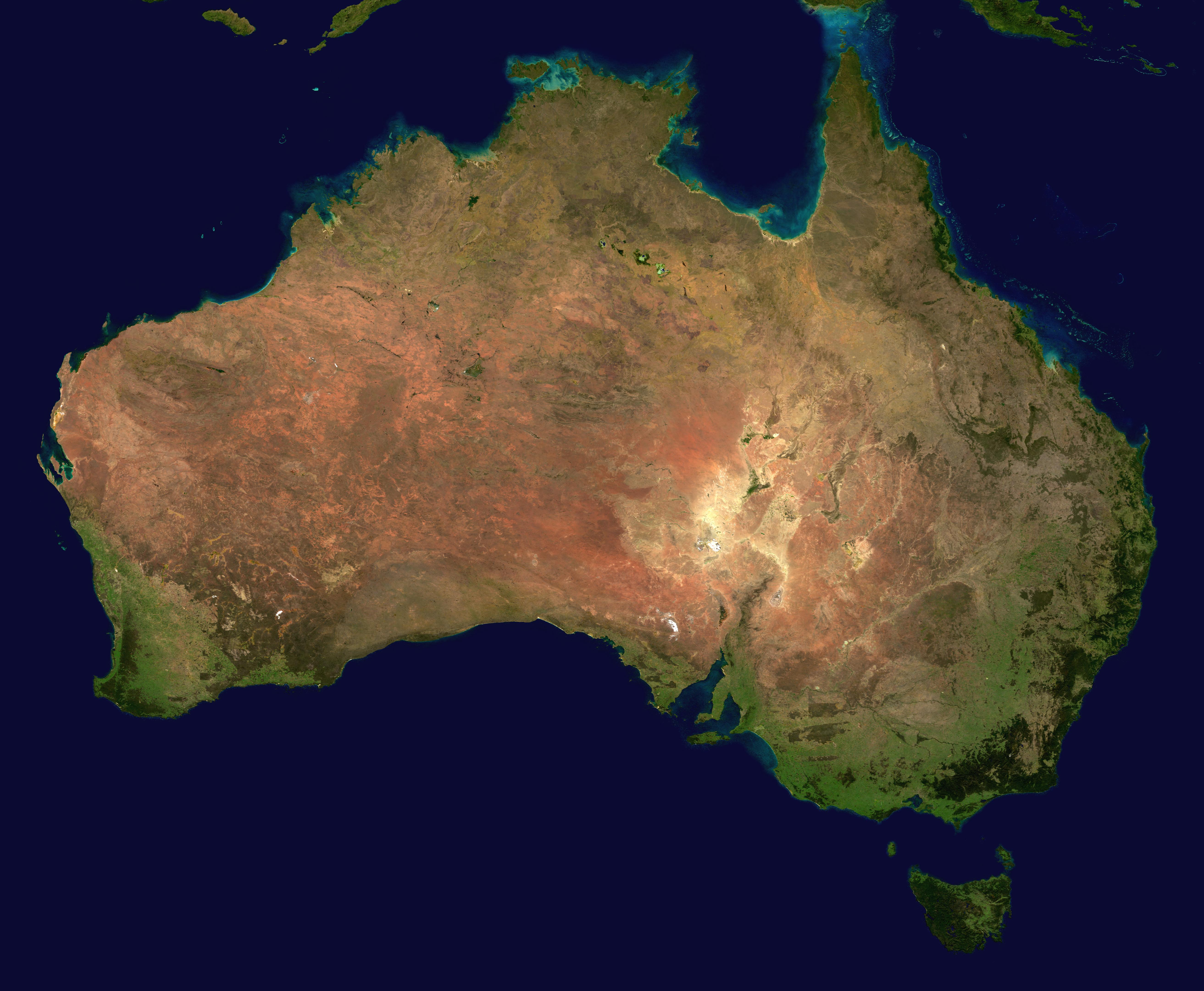
オーストラリア大陸の衛星写真。大陸東部にグレートディヴァイディング山脈が延びる。

グレートディヴァイディング山脈（グレートディヴァイディングさんみゃく、Great Dividing Range）は大分水嶺山脈、東部高地などとも呼ばれ、オーストラリアで最も重要な山脈であり、世界で4番目に長い山脈である。山脈はクイーンズランド州の東北端沖にあるダウアン島から、ニューサウスウェールズ州の東部海岸地帯に伸び、さらにビクトリア州で西へ方向を変え、最後にビクトリア州西部のグランピアンズの中央平原になる。全長は3,500キロメートル（2,175マイル）以上になる。山脈の幅は変化に富み、約160キロメートルから、300キロメートル以上にもなる。オーストラリア大陸の最高峰コジアスコ山 (2,228m、ニューサウスウェールズ州)や、オーストラリアアルプス山脈(ニューサウスウェールズ州南部〜ビクトリア州東部)を含む。
海岸低地と西部高地の間の大きな落差による地形効果は気候に影響し、高起伏が壮大な渓谷をつくる。

## 概要

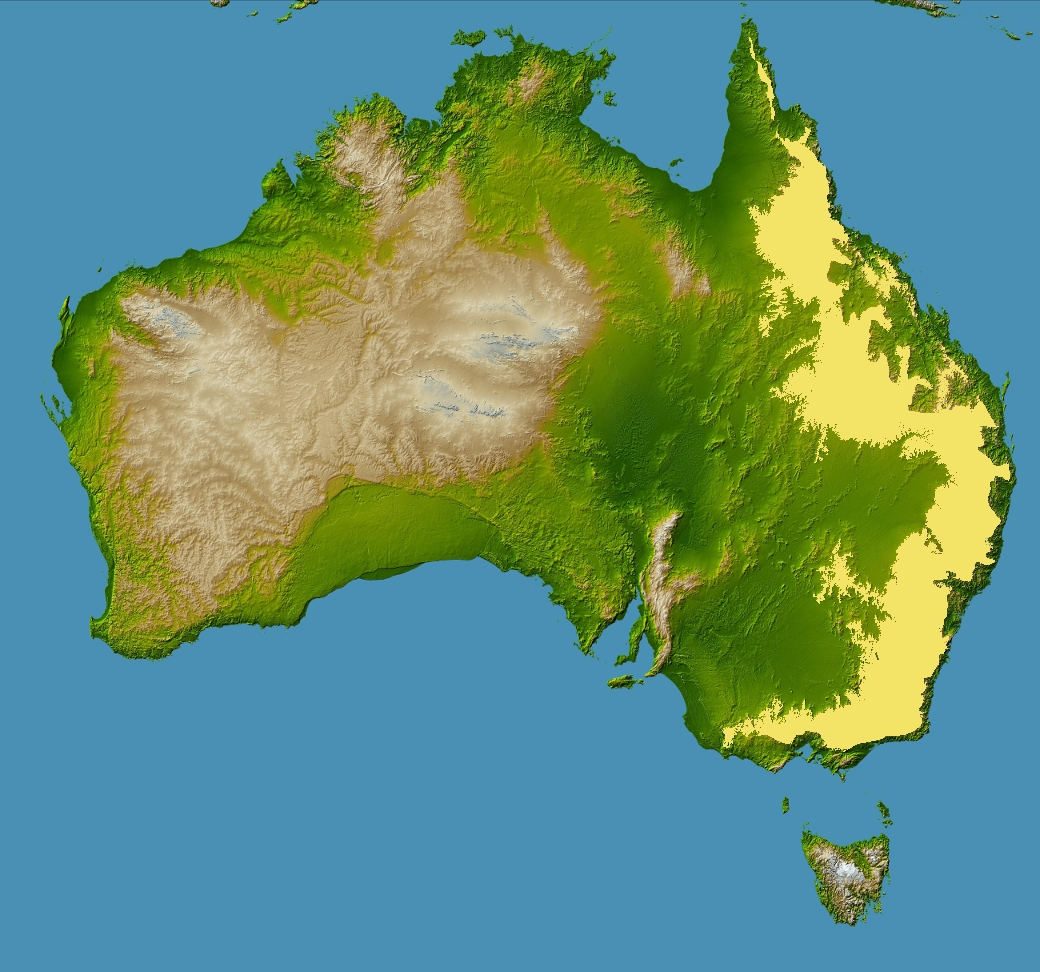
グレートディバイディング山脈の位置

グレートディヴァイディング山脈は3億年以上前の石炭紀に、オーストラリア大陸が南米大陸の一部およびニュージーランドと衝突したことで生じたと考えられている。非常に古い時期の造山運動であったため現在までに地形は著しい侵食を受け、現在の山脈は起伏の激しい山塊に分けながら、主稜線ではなくいくつものピークから延びる複数の枝尾根、台地、高地、崖などで山脈全体が構成されている。この地形区分はEast Australian Cordillera（東部オーストラリア大山脈）と呼ばれる。
山脈へは中緯度高圧帯からの貿易風が吹き付けて降雨となり、分水嶺の名のごとく山脈を境に東部・西部・北部へ流れる河川とに分けている。東部は太平洋へ流れ、南部はマレー川・ダーリング川が西へ流れ、北部はカーペンタリア湾へ流れている。
分水嶺はオーストラリアの地域や地域、気候帯を分ける明瞭な境界にもなっている。

## 歴史

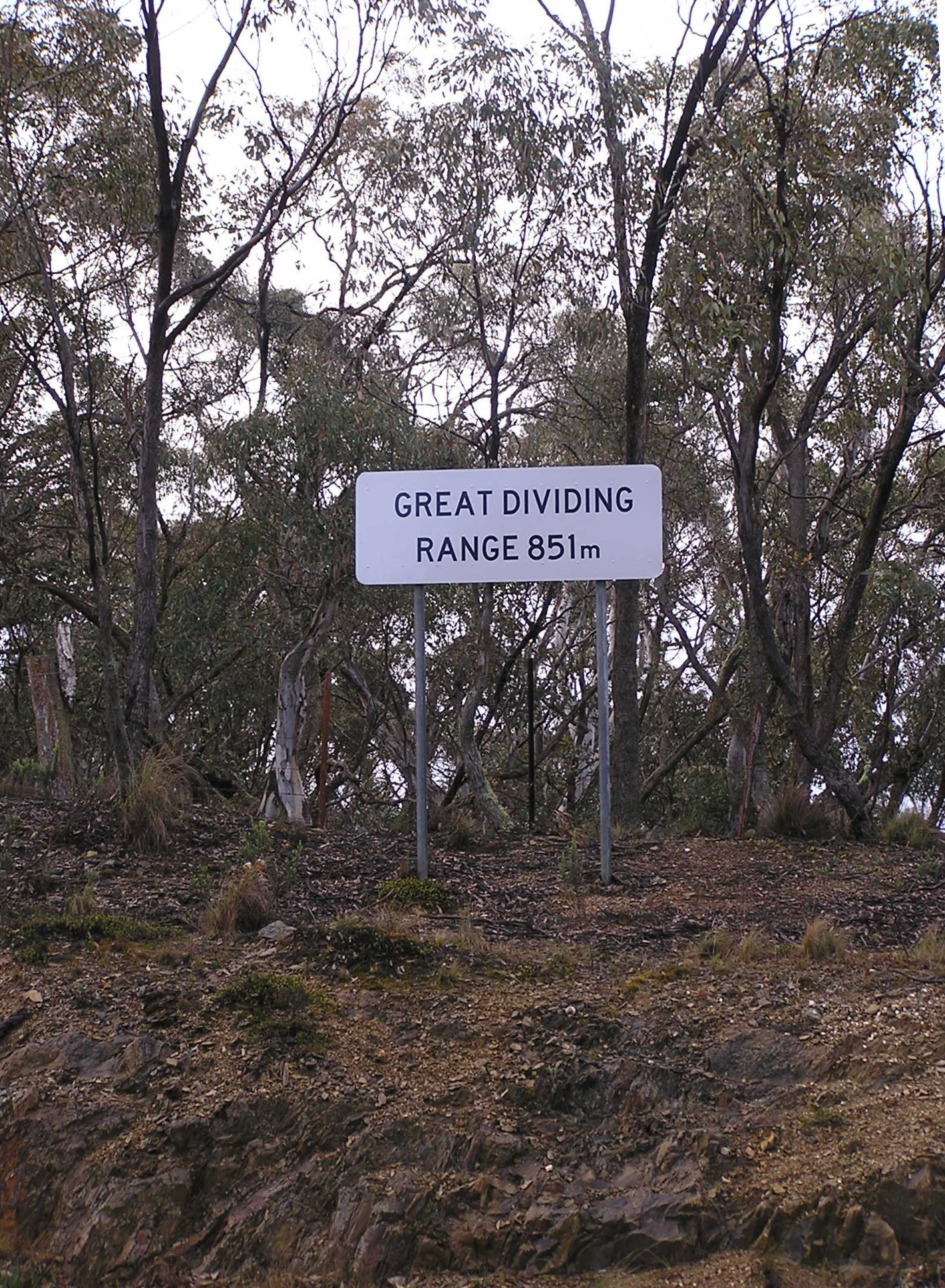
キングス・ハイウェイのブレインウッド-バンガドール間にあるグレートディバイディング山脈のサイン

この山脈は、もともとはアボリジニの居住地であった。装飾された洞窟や、海岸地帯と内陸地帯を移動する時に利用されたキャンプサイトや道などによって、彼らがいくつかの場所を占有していたという証拠が残されている。
1788年の西洋人の入植後、これらの山脈は実地踏査やイギリス人の入植者による入植の妨げとなった。標高はそれほど高くないが、これらの高地は非常に起伏に富んでいた。
1813年に、シドニーからブルーマウンテン山地を経由し、バサーストへ直接行けるルートが、ウィリアム・ローソンおよびウィリアム・チャールズ・ウェントワースを含む、グレゴリー・ブラックスランドの探検隊により発見された。後にブルーマウンテンの街に彼らの名がつけられている。これが、ニューサウスウェールズ州の内陸部の農業地域の発展の始まりとなった。ニューサウスウェールズ州内陸部へのより簡単なルートは、ゴウルバーンへ向けて南西へ向かうルート、ニューカッスルから西へ行くルートが発見された。
続く実地踏査は主稜線周辺において、アラン・カニンガム、ジョン・オクスリー、ハミルトン・ヒューム、ルドヴィヒ・ライヒハートおよびトーマス・ミッチェルによって行われた。これらの探検家は農業地帯に適した土地を見つけることに主に関心を払った。
1830年代後半までに、山脈に面した最も肥沃な牧草地が探検され、入植された。これらには南部のギップスランド地域とリバーリナ地域を含み、北部のリバープル・プレインズ(Liverpool Plains)やダーリング・ダウンズ(Darling Downs)が含まれる。
様々な道路や鉄道がこの山脈の様々な地域に続けて建設されたが、多くの地域は今日、人里離れたところにとり残されている。例えばビクトリア州東部では、北から南へ高地を走る主要道路は、一つしかない。

## 地形
比較的なだらかで、オーストラリアの平均より湿潤な土地であるこれらの高地の一部は、農業や畜産業がよく発達した。このような地域にはクイーンズランド州のアサートン高原(en)やダーリング・ダウンズ、ニューサウスウェールズ州のノーザン・テーブルランド(en)、サザン・ハイランド(en)、サザン・テーブルランド(en)などがある。他の高地は農業を行うにはあまりに起伏に富んでおり、林業において利用された。さらに、開発されなかった高地の多くの場所は、現在、国立公園に含まれている。
最高峰であるコジアスコ山(標高2,228メートル)を含み、オーストラリア大陸にある高標高地は、ほぼこの山脈の一部である。ニューサウスウェールズ州南部およびビクトリア州東部の高地は、オーストラリアアルプス山脈として知られる。
グレートディヴァイディング山脈の中心部には多くの山頂が点在し、多くのより小さな山脈、山脚、渓谷、谷や重要な平原によって取り囲まれている。いくつかの有名な平原には、オーストラリア南東部のハイ・プレーンズ(en)、ビクトリア州のセントラル・ハイランド(en)およびボゴング・ハイ・プレーンズ(en)などがある。また、アサートン高原やキャンベラ・ワイン地域(en)、サザン・テーブルランドなどもグレートディヴァイディング山脈地域であると見なされる。
ダンデノン山脈(en)、バンニャ山地(en)、ブルーマウンテンズ、リバープール山脈(en)、マックパーソン山脈(en)およびムーンビ山脈(en)などはグレートディヴァイディング山脈を形成する山脈であり、より小さな山脚である。
グレートディヴァイディング山脈を形成する、他の注目すべき山脈および台地はリバープール山脈、マウント・ロイヤル山脈(en)および、モンエアロ地域(en)があげられる。
高地のいくつかの山頂が2000m余りの標高がある一方、山脈の地質年代および長年の浸食により、多くの山はさほど急勾配ではなく、ほぼすべての山頂へは登山用品なしに到達することができる。
いくつかの地域、例えばスノウィー山脈、ビクトリア・アルプス、シーニック・リムおよびニューイングランド地域の東部急斜面などの、これらの高地は重要な境界なっている。他の地域では、この斜面は緩やかであり、地域内ではこの山脈はかろうじて知覚できるほどである。また、カックス峠、カニンガム峠(en)、デッド・ホース峠、ナウランド峠(en)、スパイサー峠(en)などは、有名な峠である。

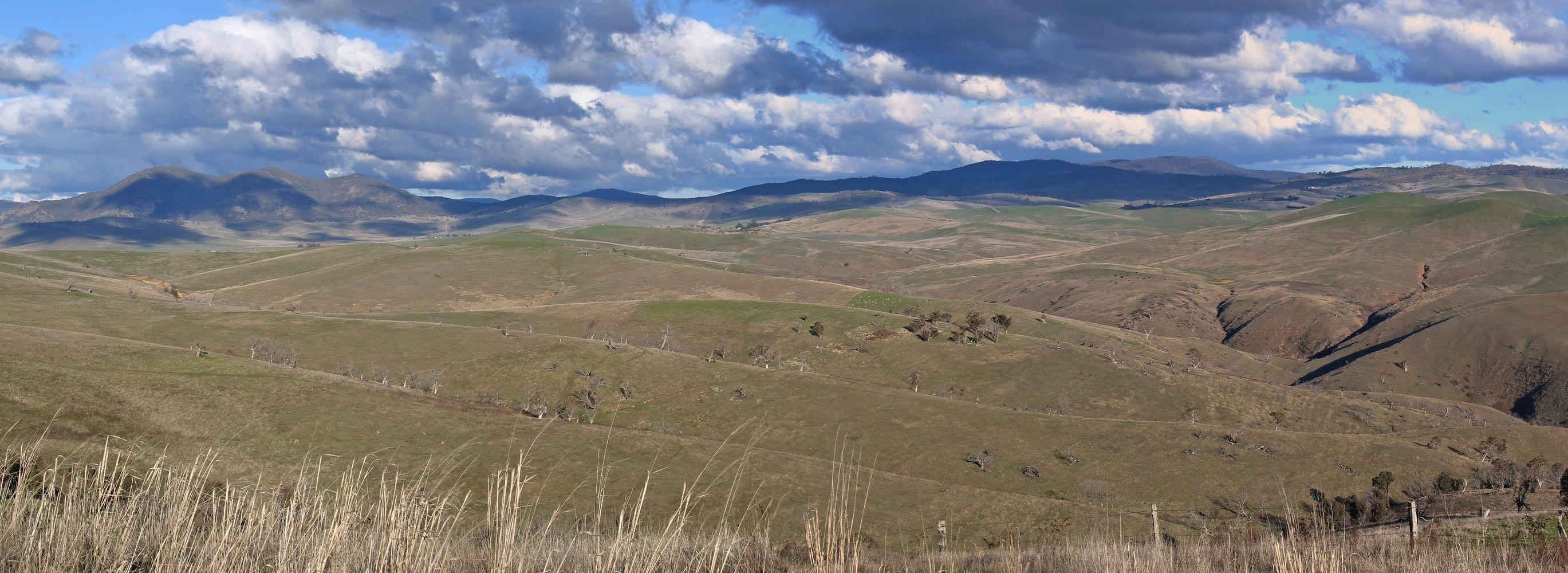
ブローハード山より、ビクトリア州オウミーオウ平原を望む(Omeo)

高地に位置する町はクイーンズランド州のアサートン、トゥーンバ、ニューサウスウェールズ州のアーミデイル、オレンジ、カトゥーンバ、ビクトリア州のオウミーオウなどが有名である。他の多くの街や市は、低地や高地に隣接した麓に位置している。街の内外や、多くの遠隔地に住む土地所有者のグレートディヴァイディング山脈地域へ付随する強い自然史や文化史がある。

### 集水域
下流域を林業が使うため、環境保護論者との摩擦が生じている。この山脈はまたオーストラリア東部の水源であり、クイーンズランド州の大部分やグレートアーテジアン盆地を経由し、ダムで貯水される。
山脈沿いの谷は、貯水池や水供給プロジェクト（アッパー・ネピーイン計画(en)、スノーウィーマウンテンズ計画、ワラガンバダム計画(en)など）にとり水の重要な供給源である。ブラッドフィールド計画(en)ではクイーンズランド州南部の沿岸地域から、乾燥地域へ水を輸送する方法が議論されている。
グレートディヴァイディング山脈は、オーストラリアの東部海岸地域から太平洋、タスマン海、海岸地帯から離れ、内陸の平原へ流れる西のマレー・ダーリング流域バス海峡へ流れるオーストラリア南東海岸流域区域(Australian south-east coast drainage division)および、オーストラリア北東海岸流域区域(Australian north-east coast drainage division)の集水域を形成する。
山脈の西へ流れる川には、コンダマイン川(en)、フリンダーズ川(en)、ハーバート川(en)、ラックラン川(en)、マクドナルド川(en,)、マッキンタイア川(en)およびナオミ川(en)などがある。
太平洋へ向け東へ流れる河川はブリスベン川、バーデキン川(en)、クラランス川(en)、ヘイスティング川(en)、ハークスベリー川(en)、ハンター川(en)、マクリー川(en)、マリー川(en)、リッチモンド川(en)、(en)、スノウィー川(en)などがある。

## 特徴

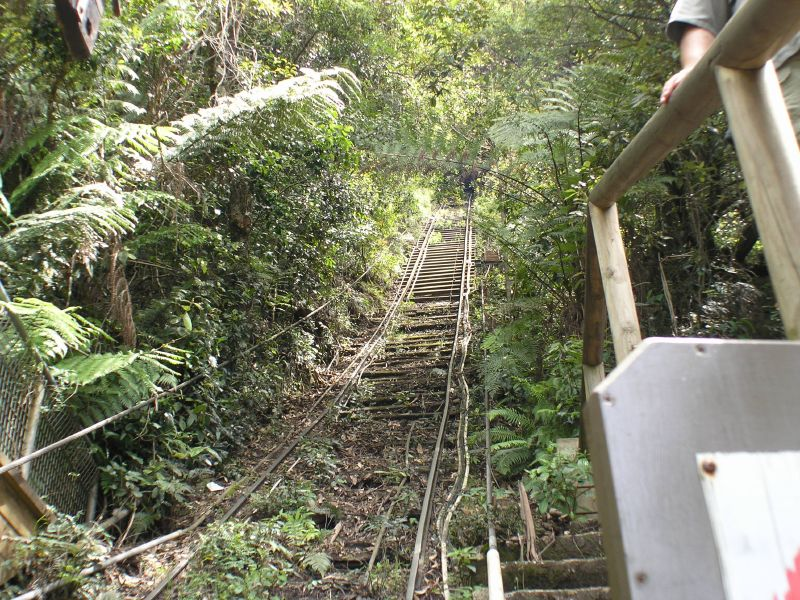
カトゥーンバ(en)にあるような、観光用鉄道は山脈に沿う近道を上っていく

### 鉄道
初期の鉄道技術者は、どの場所で山地勾配が少なく、山脈横断に適しているかを知る必要があった。以下の旅客鉄道線がある。
- イプスウィッチ - トゥーンバ (1867)
- メイン・ノース線(en) (c1870) - Ardglen Tunnel付近で頂上
- メイン・ウェスタン線(en) (1869)、ブルーマウンテンズを経由し山脈と交差
- メイン・サザン線(en) (1869)、カラーリン(Cullerin)方面西へ数キロメートルのところで分水嶺を通過
- ノース・イースト線(en)、ヒースコート・ジャンクション(en)付近で山脈と交差 (1872)
- ベンディゴ線(en)、ウッドエンド(en)付近で山脈と交差 (1862)
- サービストン線(en) (1875)、メルボルン-アララット間、バララット経由

### 道路
高速道路のいくつか（ アルプス道(en)、グレート・アルパイン道(en)、ヒューム・ハイウェイ(en)、グレート・ウェスタン・ハイウェイ(en)、カプリコーン・ハイウェイ(en)、カニンガム・ハイウェイ(en)、ニューイングランド・ハイウェイ(en)、オクスレイ・ハイウェイ(en)、ワレゴ・ハイウェイ(en)、ウォーターフォール・ハイウェイ(en)、サンダーボルト道(en)およびマレー・バリーハイウェイ(en)）が山脈を横断する。

### 保護地域
国立公園や保護地域が連なり、国立公園の大部分が下のリストに含まれる。。
- アルパイン国立公園(en) - VIC
- バラッド・ロック国立公園(en) - NSW
- バリントン・トップ国立公園(en) - NSW
- バウバウ国立公園(en) - VIC
- ブルーマウンテンズ国立公園(en) - NSW
- ボーダー・レンジ国立公園(en) - NSW
- ブリンダベラ国立公園(en) - NSW
- ブリスベン・レンジ国立公園(en) - VIC
- バンダワング国立公園(en) - NSW
- バンニャ・マウンテン国立公園(en) - QLD
- Burrowa-Pine Mountain National Park - VIC
- カセドラル・ロック国立公園(en) - NSW
- コノンデール国立公園(en) - QLD
- Cunnawarra National Park - NSW
- Dandenong Ranges National Park - VIC
- Deua National Park - NSW

- Dharug National Park - NSW
- Gibraltar Range National Park - NSW
- ジラーウィン国立公園(en) - QLD
- グランピアンズ国立公園 - VIC
- ガイ・フォークス・リバー国立公園(en) - NSW
- ヒースコート-グレイタウン国立公園(en)
- カナングラ-ボーイド国立公園(en) - NSW
- Kosciuszko National Park - NSW
- Lake Eildon National Park - VIC
- ラミントン国立公園 - QLD
- モートン国立公園(en) - NSW
- マウント・バファロー国立公園(en) - VIC
- Mummel Gulf National Park - NSW
- Namadgi National Park - ACT
- Nattai National Park - NSW
- ニューイングランド国立公園(en) - NSW

- Nowendoc National Park - NSW
- オクスレイ・ワイルド・リバー国立公園(en) - NSW
- スノウィー・リバー国立公園(en) - VIC
- サウス・イースト・フォレスト国立公園(en) - NSW
- スプリングブルック国立公園- QLD
- サンダウン国立公園(en) - QLD
- Toonumbar National Park - NSW
- Wadbilliga National Park - NSW
- ウォッシュプール国立公園(en) - NSW
- Werrikimbe National Park - NSW
- ウォレミ国立公園(en) - NSW
- ヤラ・レンジズ国立公園(en) - VIC
- Yengo National Park - NSW

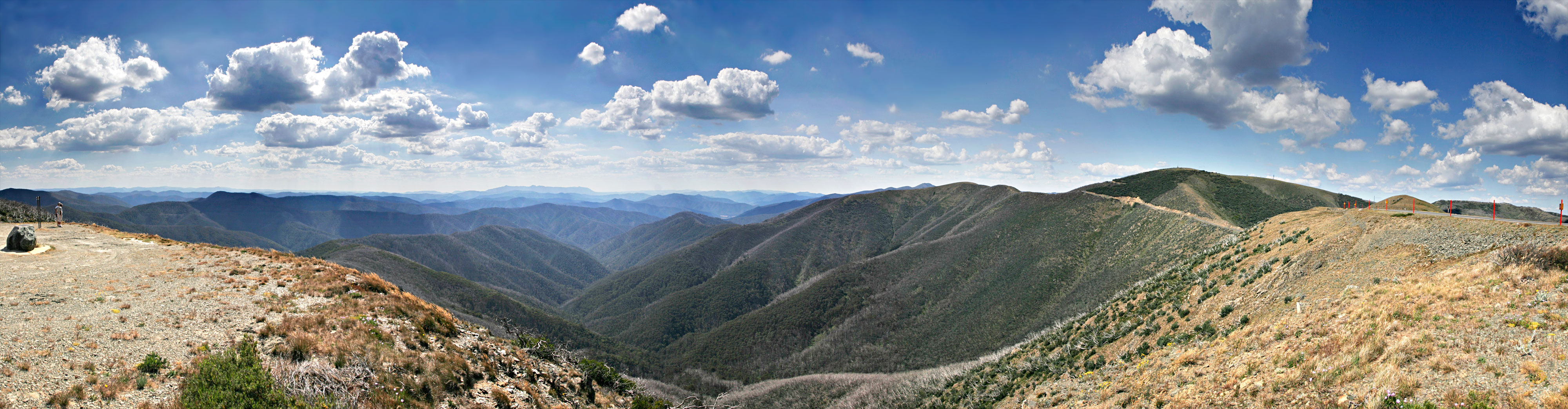
ビクトリア州Mount Hotham付近からグレートディヴァイディング山脈を望む

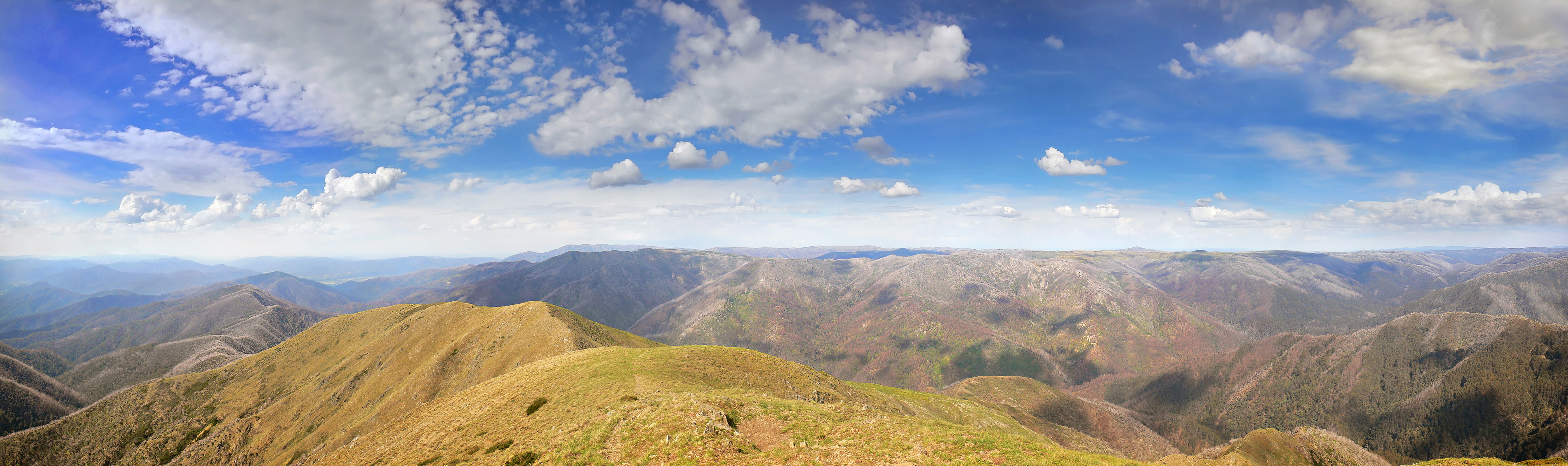
マウント・フェザートップからの景色